# Askalafos
Askalafos – w mitologii greckiej brat bliźniak Ijalmenosa, syn Aresa i Astioche, panujący wraz z bratem w boeckim Orchomenos. Uczestniczył w wyprawie argonautów.